# LG Home Entertainment
LG Home Entertainment (техника для домашних развлечений) — подразделение LG Electronics, занимающееся разработкой современных плоскопанельных телевизоров и мониторов, видео и аудиотехники, ноутбуков. С 2009 года компания является вторым в мире производителем ЖК телевизоров и потребительских продуктов на их основе.
LG Home Entertaiment занимает первое место среди бизнес-подразделений LG Electronics по объёму реализации. В 2010 году суммарный объём продаж продукции LG Home Entertainment составил $19,1 миллиарда, что составляет 39 % от общего объёма продаж LG Electronics за год.

## Телевизоры
Приоритетное направление бизнеса LG Home Entertainment — производство высокотехнологичных телевизоров сегмента премиум. В своих продуктах LG использует следующие оригинальные разработки:
- LG Smart TV[3] — функции Smart TV позволяют создать на базе телевизора интерактивную среду для работы с контентом. Кроме ТВ-программ, пользователь получает доступ к веб-приложениям, сервисам VoD (Video on Demand), играм, Интернет-ТВ. В начале 2012 года компания LG представила пульт дистанционного управления Magic Remote[4] нового поколения на выставке CES 2012. Отличительной особенностью всех Smart TV телевизоров является интегрированная система приложений (более 1000 приложений) и возможность подключения большого числа провайдеров контента.
- LG CINEMA 3D — в телевизорах этой серии 3D-изображение строится по технологии FPR (Film-type Patterned Retarder), разработанной компанией LG. Для просмотра изображения используются пассивные очки[5], новые модели которых ожидаются в 2012 году. На выставке CES 2012[6] компания LG представила новую линейку телевизоров 3D Smart TV — 3D телевизоров с функцией Smart TV и телевизор на платформе Google TV, в комплекс с которым входит LG Magic Remote с QWERTY-клавиатурой. В 2012 году LG Home Entertainment планирует выпустить 23 новых модели телевизоров и мониторов на базе матриц IPS, которые позволяют получить угол обзора до 178 градусов.
- Pen Touch TV[7] — сенсорные плазменные телевизоры, поддерживают работу с одним или двумя стилусами[8], могут работать в режиме 3D.
- Super LED Monitor — линейка ультратонких мониторов и телевизоров премиум-класса с пониженным энергопотреблением[9]. На CES 2012 был представлен новый LG OLED TV — 55 дюймов при толщине 5 мм, весом 7,5 кг. В настоящее время это самый тонкий и легкий телевизор с такой диагональю[10].

### Особенности телевизоров LG Cinema 3D
К основным особенностям телевизоров LG Cinema 3D относятся:
1. Использование технологии FPR, которая позволяет избежать мерцания. Это особенно важно для тех, кто жалуется на головную боль и усталость глаз при просмотре 3D,так как мерцание вызывает напряжение глаз, которое приводит к головным болям.
2. Технология 3D Light Boost позволяет повысить яркость изображения до 150 нит. Этот эффект достигается за счёт дополнительной тонкой плёнки, покрывающей экран и обеспечивающей дополнительную подсветку заднего плана трёхмерного изображения[11].
3. Широкий угол обзора – до 178 градусов[12]. Для телевизоров LG Cinema 3D используются пассивные 3D-очки, которые намного легче и удобнее активных. В 2012 LG выпускает три новых модели пассивных 3D-очков, под индексами F310, F320 и F360. Первые имеют выгнутую форму линз для лучшего восприятия изображения и тонкую оправу снижающую массу до 13,5 г. F320 и вовсе не имеют оправы и весят всего 5,5 г. Модель F360 весит 16 г. и разрабатывалась при участии дизайнера Alain Mikli[13].
4. Технология трёхмерного звука LG 3D Sound усиливает трёхмерный эффект изображения за счёт синхронизации звукового сопровождения с движением на экране. Трёхмерные системы LG получили награду на CES-2012[14].
5. Поддержка парных игр Dual Play –функция всех телевизоров LG Cinema 3D. С помощью специальных очков каждый из игроков видит собственное игровое поле во весь экран. В настоящее время работает только для 2D игр. Данная функция совместима со всеми консольными играми для двух экранов. Технология была представлена в Берлине на IFA 2011[15].

## Другие продукты для домашних развлечений
Кроме дисплейной продукции, LG Home Entertainment выпускает другие продукты для домашних развлечений: домашние кинотеатры, Hi-Fi системы, DVD-рекордеры, DVD-проигрыватели, портативные DVD-проигрыватели, цифровые TV-приставки, blue-ray плееры. В 2010 году в этом направлении была выпущена премиум-система для домашних кинотеатров:
- 3D Sound Home Theater System[17] — акустическая система для домашних кинотеатров, в которой глубина звука варьируется в соответствии с движением 3D объектов на экране.

Отдельными направлениями LG Home Entertainment являются ноутбуки (в том числе, 3D) и автомобильные аудиосистемы.